# Erwin Busse
Erwin Busse (ur. 29 sierpnia 1898 w Augustowie w pow. łódzkim, data i miejsce śmierci nieznane) – niemiecki lekarz, hitlerowski zbrodniarz wojenny.
W latach 1928–1945 był lekarzem głównym niemieckiego ewangelickiego szpitala Rycerskiego Zakonu Szpitalnego św. Jana Apostoła z Jerozolimy (szpitala joannitów) w Pszczynie. W okresie międzywojennym utrzymywał żywe kontakty towarzyskie z pszczyńską inteligencją polską – np. grywał w brydża w domu lekarza dentysty Antoniego Panufnika, który później, 9 września 1942, został zamordowany przez Niemców w Auschwitz-Birkenau. Od 1 lutego 1941 należał do NSDAP (Nationalsozialistische Deutsche Arbeiterpartei) – numer legitymacji: 7983643. Od lipca 1940 działał politycznie jako Leiter des Volksgesundheitsamtes w Kreisleitung Pless. Formalnie został mianowany na ten urząd 20 kwietnia 1944 – po złożeniu przysięgi na kierownika politycznego NSDAP w Amt für Volksgesundheit (urzędzie ds. zdrowia) w Pszczynie. Ponadto był czynny w takich organizacjach, jak DAF (Deutsche Arbeitsfront), NSV (Nationalsozialistische Volkswohlfahrt), DRK (Deutsches Rotes Kreuz) i RLB (Reichslandbund). W czasie II wojny światowej zajmował się sterylizacją Polaków.
Był kawalerem, ewangelikiem. Mieszkał w Pszczynie.